# Tenrec musaranya de nas nu
El tenrec musaranya de nas nu (Microgale gymnorhyncha) és una espècie de tenrec musaranya endèmica de Madagascar. Els seus hàbitats naturals són els boscos humits de terres baixes tropicals o subtropicals i les montanes humides tropicals. Està amenaçat per la pèrdua d'hàbitat.